# Demur Tapladze

a Compétitions nationales et continentales officielles uniquement.

b Matchs officiels uniquement.
Dernière mise à jour le 16 novembre 2022.
Demur Tapladze (en géorgien : დემურ თაფლაძე), né le 18 mars 2000, est un joueur géorgien de rugby à XV qui évolue au poste de centre et d'ailier. 

## Biographie
Membre des Lelo Saracens Tbilissi, il participe au championnat d'Europe de rugby à XV des moins de 18 ans 2017. Début 2018, il fait ses débuts en senior avec les Lelo Saracens en Didi 10. Dans la foulée, il part en Pologne pour disputer le championnat d'Europe des moins de 18 ans 2018. Il est titulaire au centre lors de la finale, remportée par la Géorgie.
Quelques mois plus tard, il intègre le groupe des moins de 20 ans pour disputer le mondial junior 2018. Dans la foulée, il intègre l'équipe de Géorgie XV pour un tournoi à Tbilissi. En 2019, il est de nouveau intégrer pour le mondial junior 2019. Il est notamment titulaire lors de la victoire historique face à l'Écosse.
En juillet 2019, il débute avec l'équipe de Géorgie de rugby à sept, lors du Tournoi européen de Pologne de rugby à sept 2019, où il inscrit deux essais. Début 2020, il est intégré au groupe sénior de la Géorgie, pour disputer le REC 2020. Il est titularisé à deux reprises, face à la Belgique et au Portugal. En fin d'année, il participe à la Coupe d'automne des nations, mais ne dispute qu'un seul match.
En 2021, il intègre la franchise géorgienne du Black Lion qui évolue en Rugby Europe Super Cup. En club, il n'est pas retenu dans les quatre joueurs du Black Lion maximum par club. Il quitte donc les Lelos pour rejoindre le promu, le RC Kazbegi.

## Statistiques en équipe nationale
| Année | Compétition          | Matchs | Points | Essais | Transf. | Drops | Pénal. |
| ----- | -------------------- | ------ | ------ | ------ | ------- | ----- | ------ |
| 2020  | REC 2020             | 2      | 5      | 1      | -       | -     | -      |
| 2020  | Test                 | 1      | -      | -      | -       | -     | -      |
| 2020  | Coupe d'automne 2020 | 2      | -      | -      | -       | -     | -      |
| 2020  | REC 2020             | 1      | -      | -      | -       | -     | -      |
| 2020  | REC 2021             | 2      | -      | -      | -       | -     | -      |
| Total | Total                | 8      | 5      | 1      | -       | -     | -      |

| Essai | Adversaire | Lieu                    | Compétition | Date        | Résultat | Score |
| ----- | ---------- | ----------------------- | ----------- | ----------- | -------- | ----- |
| 1     | Portugal   | Stade Jean-Bouin, Paris | REC 2020    | 7 mars 2020 | Victoire | 24-39 |

## Palmarès
- Championnat d'Europe de rugby à XV des moins de 18 ans 2018
- REC 2020